# 早稻田涩谷新加坡校

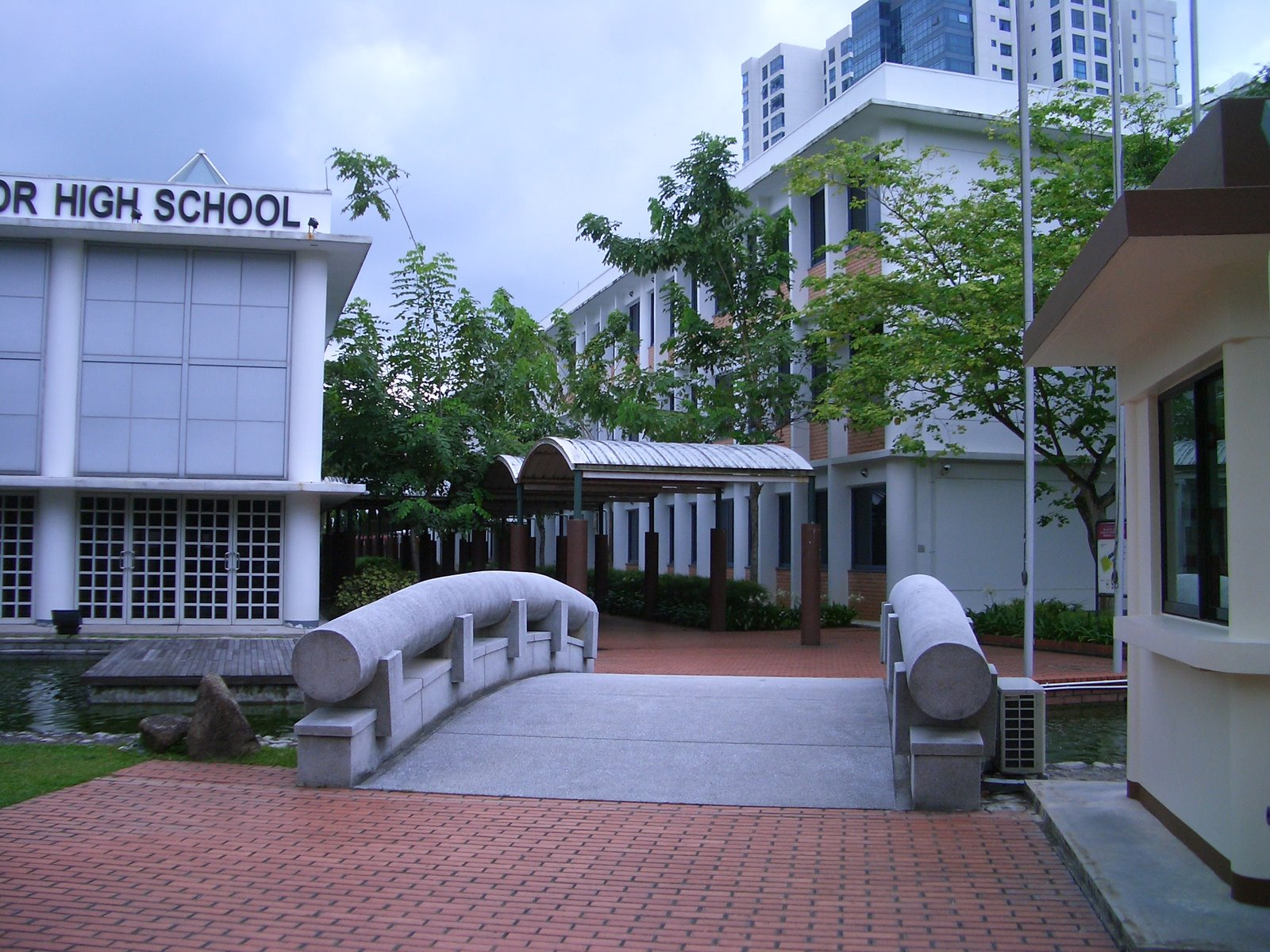
校舍

早稻田大学系属早稻田涩谷新加坡校（日语： Waseda Shibuya Shingapōru Kō）是一所位于新加坡西海岸的日本寄宿学校，隶属于早稻田大学。到2014年为止，小口彥太（小口彦太）曾任该校校长。

## 历史
1991年4月，學校以「涩谷幕张新加坡校」（渋谷幕張シンガポール校）名義成立。刚开办的十年级班级有50名日本学生，他们的家庭都居于新加坡、汶莱、马来西亚和泰国。当时，该校隶属于学校法人涩谷教育学园，而該教育学园于日本千叶县千叶市也同時经营澀谷教育學園幕張中學校及高等學校。在1991年的時候，该校是美国和欧洲以外的唯一一所日本海外寄宿学校。曾任涩谷教育学园理事长的田村哲夫表示，他得知大部份日本国际学校都位于欧洲和美国，许多日侨返回日本後，在融入社会时会有生疏感，于是有意在亚洲建设日本海外学校。
该校首先以当地日本幼稚园作为临时校舍开办。新加坡政府把2万平方米的土地出租给校方，《日本工业贸易期刊》的岩崎俊夫在文章中说有关条款“非常有利”。1991年北半球的夏季，教学楼、体育设施以及宿舍设备的建设完工。1991年9月，学生迁入永久校舍，完成学年的第二学期。
2002年4月，该校成为早稻田大学属校，于是改名，并沿用至今。

## 招生
由于该校是亚洲唯一一所日本高等學校，所以校方招收全亚洲的的日本海外初级中学毕业生。

## 设施
学校设有学生宿舍，若居于新加坡的双亲被调到其他地区工作，学生可以留下来，在早稻田涩谷完成高中教育。宿舍内一共设有187间单人房，男生宿舍有116间，女生宿舍则有71间。
學校的圖書館藏書數達三萬冊，同時校舍也设有天文观测台。截至1991年，作为新日两国教育交流计划的一部分，校方打算将天文台开放给就读新加坡当地中学的学生。学校也有运动场、网球场、游泳池、健身房等体育设施，还提供方便残障人士使用的电梯与厕所。